# NGC 1563
NGC 1563 è una lontana galassia ellittica  situata nella costellazione dell'Eridano, a una distanza di circa 426 milioni di anni luce dalla nostra Via Lattea.

## Scoperta
La galassia è stata scoperta il 12 novembre 1885 dall'astronomo statunitense Francis Leavenworth.